# Alhaurín de la Torre
Alhaurín de la Torre ist eine Stadt mit 44.057 Einwohnern (Stand: 2024) in der Provinz Málaga in Andalusien.

## Geographie
Die Stadt liegt im Valle del Guadalhorce westlich von Málaga an der Sierra de Mijas. Nachbargemeinden sind Cártama im Norden, Málaga im Osten, Torremolinos im Südosten, Benalmádena im Süden, Mijas im Südwesten und Alhaurín el Grande im Westen. Südlich des Stadtgebiets erstreckt sich die Mittelmeerküste mit der Costa del Sol.

## Geschichte
Die Gegend um Alhaurín de la Torre wurde zu Beginn des 1. Jahrtausends v. Chr. von Phöniziern besiedelt. Der Ortsname stammt vermutlich von einem Berberstamm namens al-hawarin, der die Region nach dem Ende des Römischen Reiches bewohnte, aus dem sich die hispanisierte Form Alhaurín entwickelte. Im Rahmen der Reconquista kam der Ort 1485 zu Spanien und war zunächst unter den Namen Alaulín und Laolín bekannt.

## Bevölkerungsentwicklung
| Jahr      | 1842  | 1877  | 1887  | 1900  | 1910  | 1920  | 1930  | 1940  | 1950  | 1960  | 1970  | 1980  | 1990   | 2000   | 2010   | 2020   |
| --------- | ----- | ----- | ----- | ----- | ----- | ----- | ----- | ----- | ----- | ----- | ----- | ----- | ------ | ------ | ------ | ------ |
| Einwohner | 2.717 | 3.253 | 3.893 | 3.853 | 3.760 | 4.039 | 4.143 | 4.942 | 5.321 | 5.846 | 6.425 | 7.622 | 12.874 | 23.369 | 37.020 | 41.833 |

## Verkehr
Alhaurín de la Torre besitzt einen Autobahnanschluss über die Autovía A-7 (Autovía del Mediterráneo), die östlich an der Stadt vorbei führt. Im öffentlichen Nahverkehr ist die Stadt an das Stadtbusnetz von Málaga angeschlossen, zudem strebt die Stadt den Bau eine Bahnverbindung nach Málaga an.

## Partnerstädte
- New Iberia, Louisiana